# Vinilazione
Una vinilazione è una qualsiasi reazione chimica che porta all'addizione del gruppo vinilico (-CH=CH2) ad una qualsiasi molecola già contenente idrogeno in precedenza, tramite l'uso di acetilene come reagente.